# 馬魯武艾區
16°9′S 46°37′E / 16.150°S 46.617°E

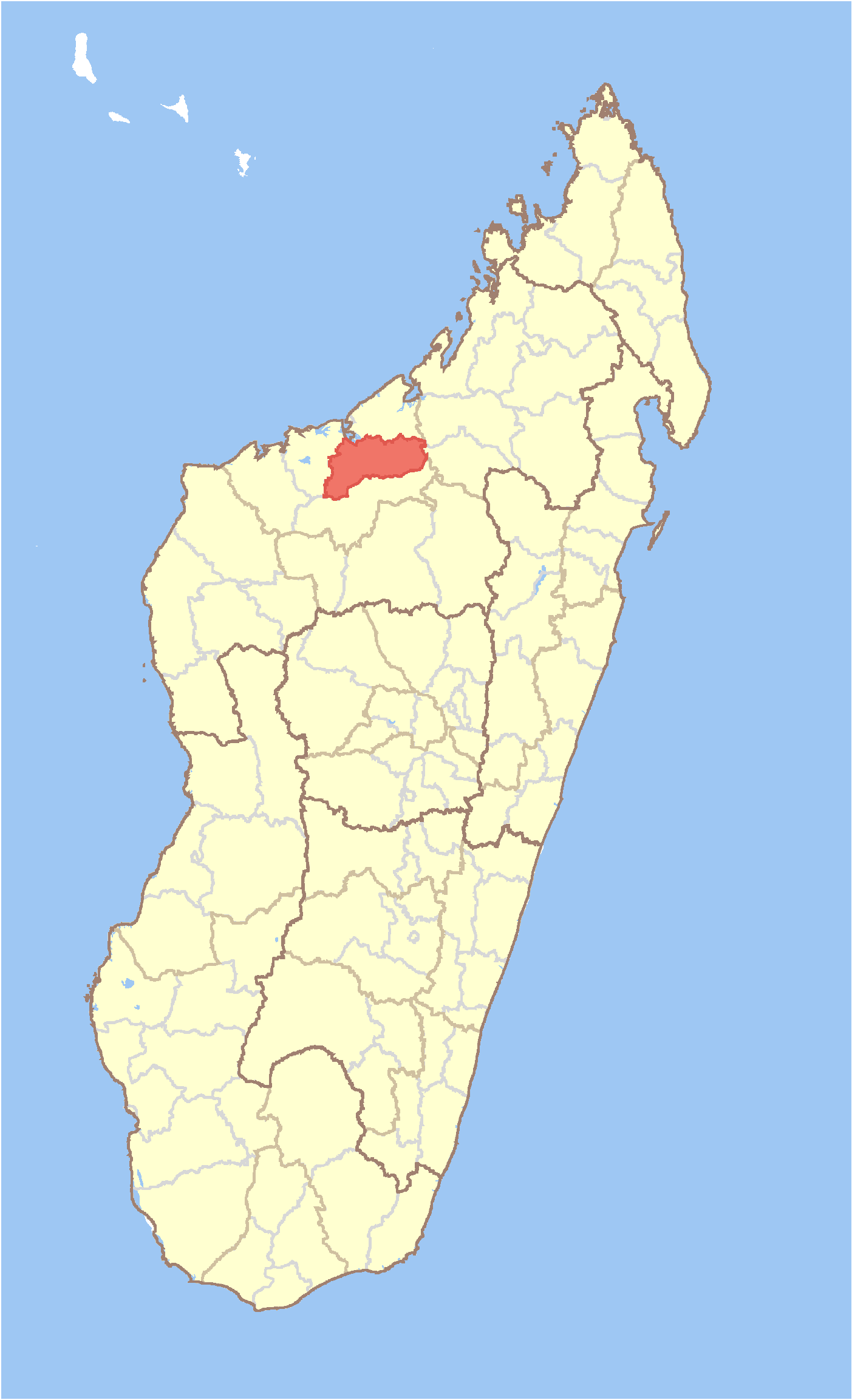

馬魯武艾區，是馬達加斯加的行政區，位於該國西北部，由博愛尼區負責管轄，首府設於馬魯武艾，面積3,804平方公里，2011年人口173,153，人口密度每平方公里46人。